# Felo (ciudad)
Felo (en turco: Phellos, en licio:Wehnti, en griego antiguo: Φέλλος) es el emplazamiento de una ciudad de  Licia, situada en una zona montañosa cerca de Çukurbağ en la provincia de Antalya, Turquía. La menciona el geógrafo griego Estrabón en su Geografía.  Antifelo era el puerto de la ciudad.
En el pasado existía cierta confusión entre los eruditos acerca de la ubicación exacta de Felo. En 1840, utilizando inscripciones griegas de difícil lectura, el explorador y arqueólogo inglés Charles Fellows  consideró que la ciudad se encontraba cerca del pueblo de Saaret.

## Historia
Felo (en griego antiguo: Φέλλος, romanizado: Phellos: “terreno pedregoso”) fue una antigua ciudad de Licia, que apareció por primera vez en los registros al ser mencionada por el historiador y geógrafo griego Hecateo de Mileto en c. 500 a. C, quien la situó incorrectamente en Panfilia. Escílax de Carianda, escribiendo a finales del siglo VI o principios del V a. C., mencionó a Felo. Sus tumbas d son una de las primeras pruebas de la colonización de la región por los licios.

Aspecto de Licia y situación aproximada de algunas de sus principales ciudades, junto con las regiones vecinas.

La ciudad fue miembro de la Liga Licia, durante un periodo en el que controló tierras en la región, y las fortalezas de Bayındıry Limanı.. Según Hecateo, el nombre licio de la ciudad era Vehinda. El asentamiento es inusual en ser conocido hoy en día por su nombre griego. Los licios usaron su propio nombre para la ciudad. El análisis de Jan Zahle sobre la distribución y naturaleza de las tumbas licias concluye que, durante el periodo clásico, Felo, Limira y Patara eran ciudades que se situaban justo por debajo de Janto en importancia. Durante el siglo V a. C., miembros de la familia real de Janto residieron allí, por lo que la ciudad desempeñó en su momento un papel político central. Sin embargo, la expansión urbana no se produjo, aunque se construyó un pequeño teatro, y los monumentos clásicos fueron cuidadosamente conservados por sucesivas generaciones.
Felo estaba en el interior, y Antifelo, un asentamiento costero al sur, servía de puerto. A diferencia de Antifelo, no se menciona en la guía para navegantes romano, el Stadiasmus Maris Magni. Era una ciudad importante en el siglo V a. C., y siguió siendo un centro importante hasta el siglo siguiente, con un notable heroon (santuario dedicado a un héroe). El papel de la ciudad como centro dinástico terminó con su conquista por Pericles de Limira en la década de 390 a. C.
Durante el período helenístico, Antifelo sustituyó a Felo como núcleo central, y se expandió hasta convertirse en un próspero centro comercial, mientras que Felo disminuyó en importancia.
Se convirtió en sede metropolitana durante el período bizantino.

## Descripción

Felo y Antifelo.

Felo se encuentra cerca del pequeño asentamiento de Çukurbağ. Se accede al yacimiento por un sendero que atraviesa la maleza. La cima de la colina mide 550 m de largo y 150 m de ancho. Se pueden ver partes de la muralla norte de la ciudad; la muralla correspondiente del lado sur apenas se reconoce.
Las ruinas consisten principalmente en los restos de las murallas de la ciudad que rodeaban una acrópolis, con lo que probablemente fueron torres de vigilancia adyacentes. Hay tumbas total y parcialmente expuestas en la roca, incluyendo un ejemplo de una con una inscripción griega, y un epitafio escrito en licia|licio. Hacia el extremo oeste del yacimiento hay una tumba independiente de tipo doméstico excavada en la roca; la cámara tiene bancos en tres lados. Otras ruinas incluyen tumbas-vivienda y otras tumbas pequeñas en diversos estados de conservación, un muro semicircular y un muro de roca con el relieve de un toro. En las cercanías hay un manantial natural.
Cerca de los muros se encuentra un sarcófago bien conservado con relieves en tres de sus lados. Un relieve muestra dos pájaros y tres figuras, una de las cuales es un hombre reclinado que sostiene una copa;. otro representa a un guerrero, pero parcialmente destruido por un gran agujero abierto en la tumba, y en la tapa hay un par de grifos y dos figuras. Se puede leer la inscripción griega de un sarcófago. Más allá del yacimiento principal hay otros cinco sarcófagos.

## Arqueología

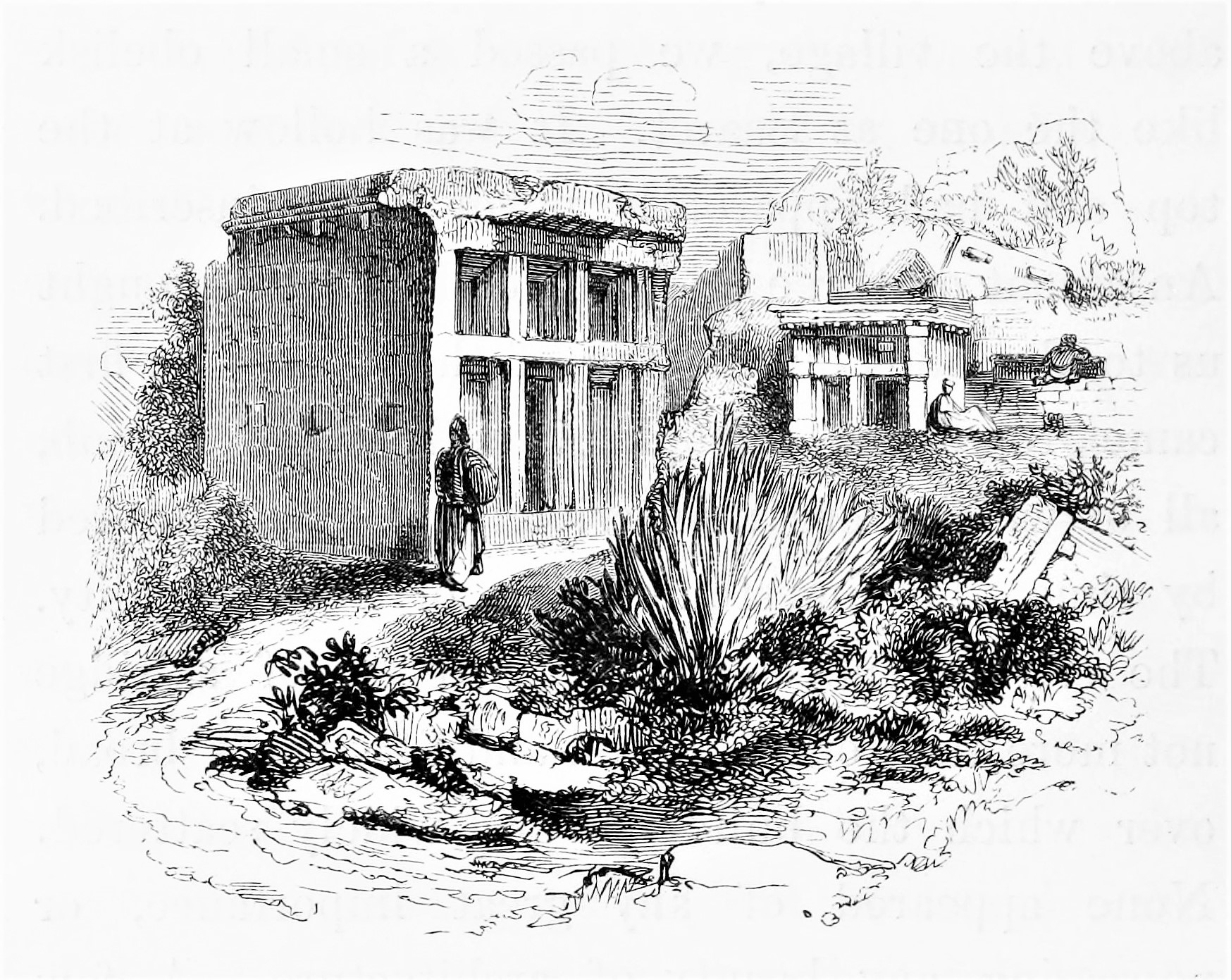
Representación de Felo de Thomas Abel Brimage Spratt (1847)

En 1842, una expedición a Licia, dirigida por el oficial de la marina inglesa Thomas Abel Brimage Spratt, continuó la labor del oficial de la Marina Real británica Richard Hoskyn y su ayudante, W.S. Harvey, en la restauración de los yacimientos arqueológicos descubiertos por el explorador inglés Charles Fellows.
Spratt viajó a la pequeña aldea agrícola de Saaret, al norte de Antifelo, acompañado por Panayotis, el mismo guía que Fellows había utilizado para descubrir el asentamiento. Visitó un yacimiento en la montaña de Felendağı, cerca de Çukurbağ, y concluyó que se trataba de Felo. Queriendo fletar y reconocerla por sí mismo, consultó las obras de eruditos romanos para verificar la ubicación de las ruinas; citando la afirmación de Tito Livio de una ciudad cerca de Fénice que servía como "puerto de Felo", y los escritos de Plinio el Viejo, que sugerían que Felos estaba directamente al norte de Habeso, un nombre prehelénico para Antifelo.
Los hallazgos de Spratt fueron cuestionados por primera vez en 1892, cuando el arqueólogo germano-austríaco Otto Benndorf determinó que Felo se encontraba en la costa a través de la bahía de Antifelo. 
Felo ha sido objeto de un estudio intensivo, pero es uno de los yacimientos licios en los que la falta de pruebas arqueológicas impide clasificarlo como una ciudad comparable en tamaño a Janto. La posterior actividad constructora ha hecho que en la actualidad se puedan identificar pocos detalles arquitectónicos, y no se ha podido determinar la estructura social y económica de la ciudad.